# Вотола (Ивановский район)
Вотола — деревня в Ивановском районе Ивановской области России. Входит в состав Коляновского сельского поселения.

## География
Находится возле административной границы с Лежневским районом; в радиусе 1 километра находятся деревни Пещеры, Горенцово, в 2 км — Ивановец Лежневского района.

## История
Входит в Коляновское сельское поселение с момента образования 25 февраля 2005 года в соответствии с Законом Ивановской области № 40-ОЗ.

## Население
| 1859 | 1905 | 2010 |
| ---- | ---- | ---- |
| 61   | ↗132 | ↘4   |

### Национальный и гендерный состав
Согласно результатам переписи 2002 года, в национальной структуре населения русские составляли 83 % из 6 чел., из них по 3 мужчины и женщины.

## Инфраструктура
Личное подсобное хозяйство, дачи.

## Транспорт
Деревня доступна автотранспортом. Остановки общественного транспорта «Вотола», «Поворот на Пещеры» автобусного маршрута 106.
Проходит автодорога Панеево — Вотола — Пещеры (Ивановский район)